# Comunicaciones estatales en el Imperio neoasirio

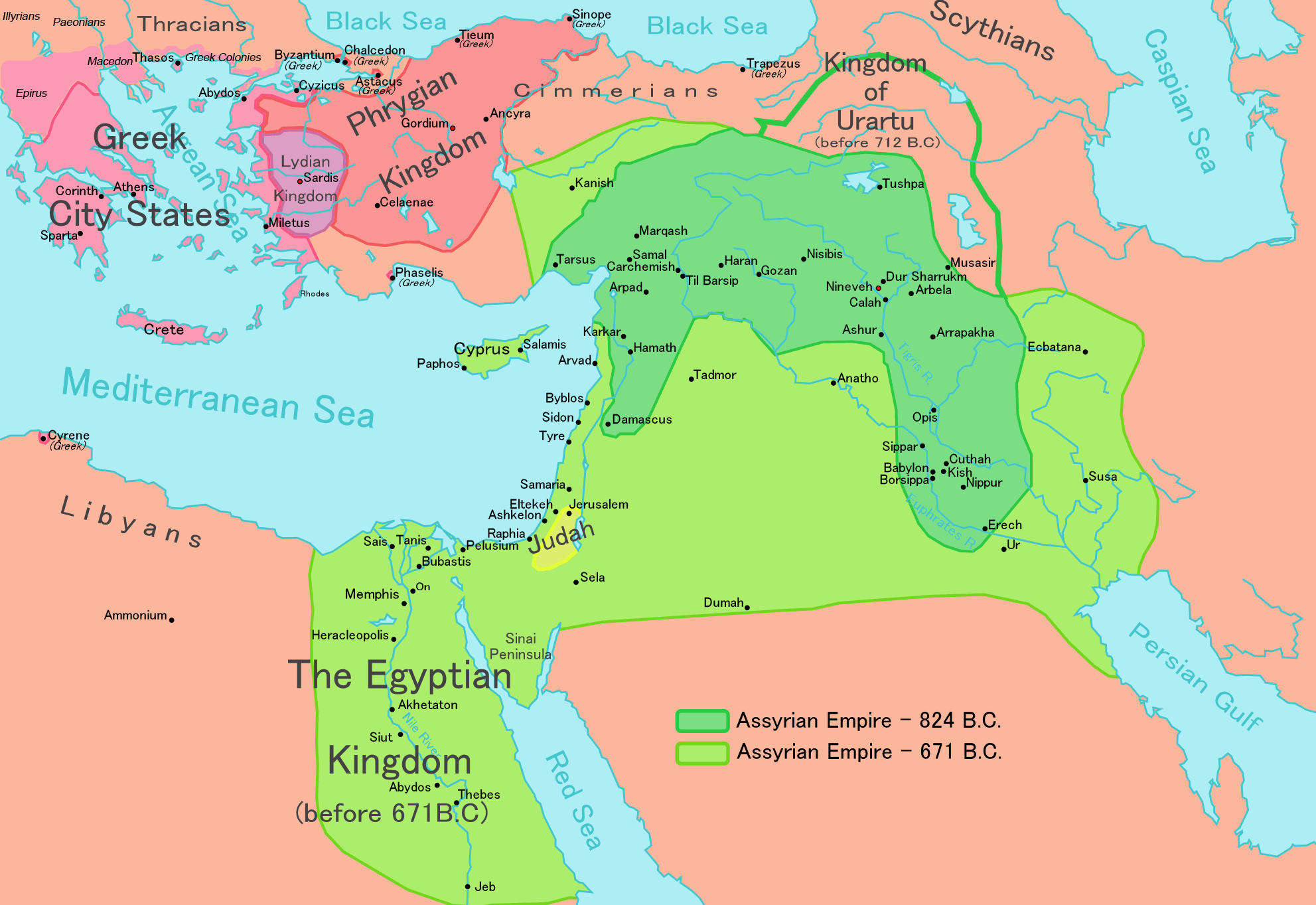
A medida que el Imperio neoasirio crecía, el sistema de comunicación estatal agilizaba las comunicaciones entre su corte imperial y los gobernadores de las provincias.

Las comunicaciones estatales en el Imperio neoasirio permitían al rey asirio y a sus funcionarios enviar y recibir mensajes por todo el imperio de forma rápida y fiable. Los mensajes se enviaban mediante un sistema de relevos (kalliu en asirio) que era revolucionario en ese momento. Los mensajes eran portados por jinetes militares que viajaban en mulas. Los mensajeros se detenían en postas construidas a distancias regulares a lo largo del sistema de carreteras reales y los correos se entregaban en relevo a otros jinetes con nuevas monturas. Como los correos podían transmitirse sin demora y sin pausas, el sistema proporcionaba una velocidad de comunicación sin precedentes, que no fue superada en Oriente Medio hasta la introducción del telégrafo.
La eficacia del sistema contribuyó al dominio del Imperio neoasirio en el Oriente Medio y a mantener la cohesión en todo el territorio del imperio. Estas innovaciones asirias fueron adoptadas por imperios sucesivos como el aqueménida, que heredó y amplió la red de comunicaciones asiria.

## Historia
El Imperio neoasirio fue un imperio mesopotámico de la Edad de Hierro. El reinado de Adad-nirari II (911-891 a. C.) fue considerado el inicio de la expansión territorial. Él y sus sucesores extendieron el reino hasta dominar la mayor parte de tierras del actual Oriente Medio, desde Egipto hasta el Golfo Pérsico. A medida que el imperio se expandía introdujo diversas innovaciones administrativas y de infraestructuras que se convirtieron en un modelo para imperios posteriores, como el romano y el persa.

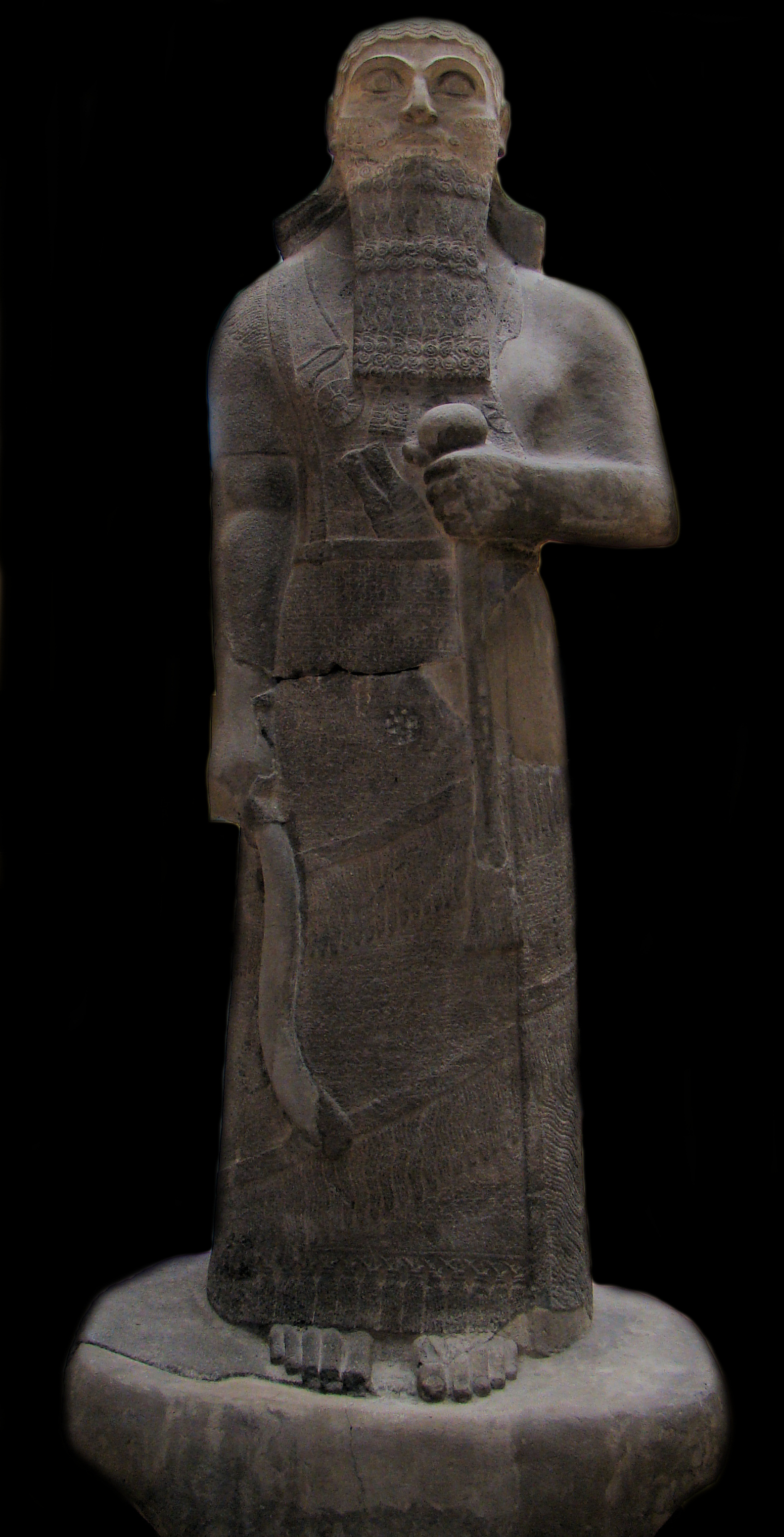
El sistema de comunicación imperial se introdujo probablemente durante el reinado de Salmanasar III (858-824 a. C.), representado en esta estatua.

El sistema de comunicación estatal se desarrolló para resolver los desafíos de gobernar un gran imperio. Probablemente se originó durante el reinado de Salmanasar III (858-824 a. C.) cuando Asiria ya era la mayor potencia de Oriente Medio. Para gobernar y mantener la cohesión dentro del imperio el rey, los funcionarios de su corte y los gobernadores de las provincias necesitaban un sistema rápido y fiable para comunicarse.

## Componentes

### Mulas

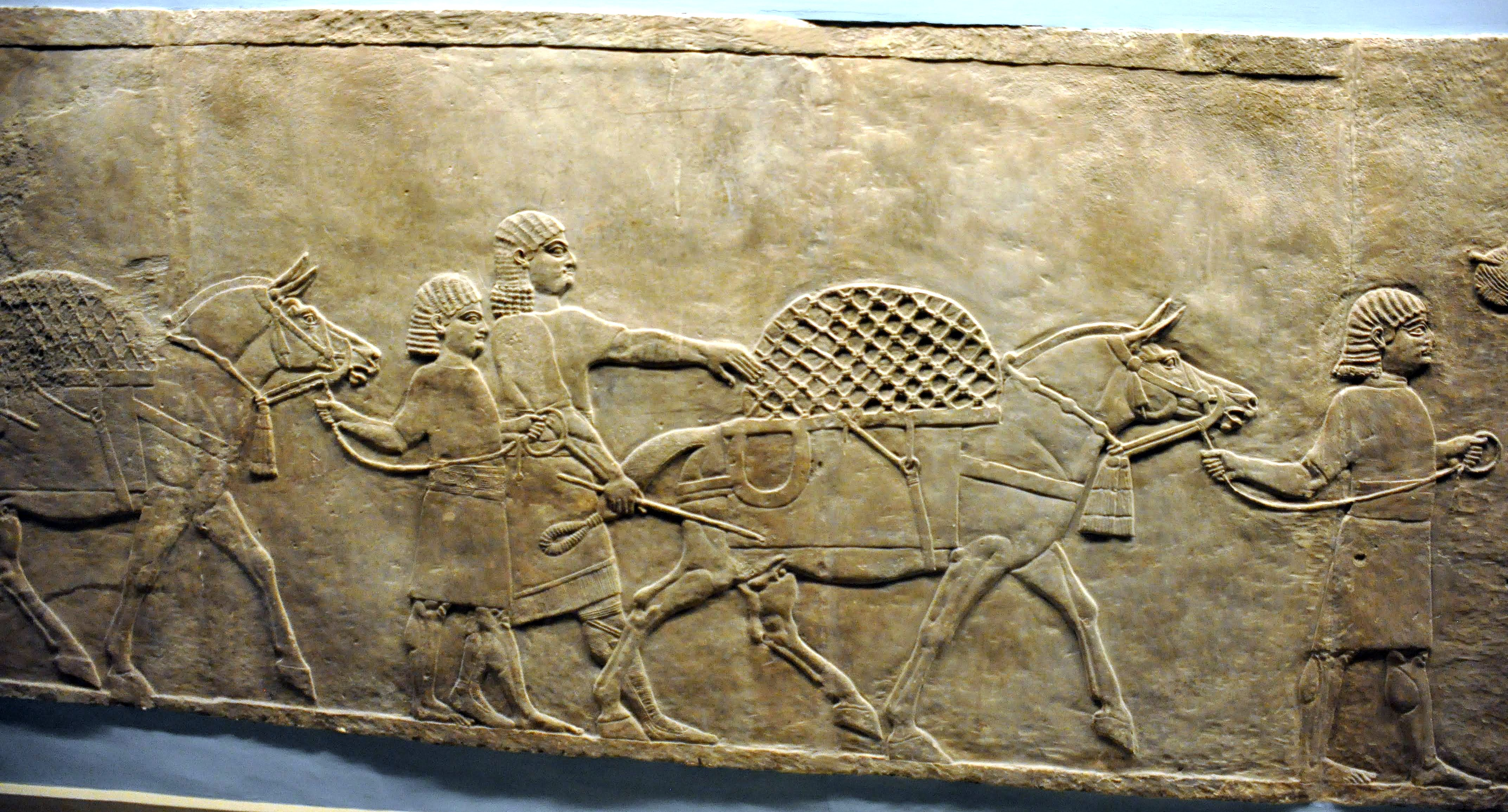
Los asirios fueron los primeros en utilizar las mulas para los viajes de larga distancia por terrenos difíciles, una práctica que continúa en la actualidad. Arriba: Imagen de una mula cargada de material para una cacería real.

Los correos imperiales de larga distancia iban montados exclusivamente en mulas. Asiria fue la primera civilización que utilizó este animal híbrido para este fin que combina la fuerza de un caballo y la robustez de un asno. La mula era un animal caro por su infertilidad y la necesidad de un entrenamiento exhaustivo, pero su fuerza, resistencia y bajo mantenimiento la hacían ideal para los viajes de larga distancia en las condiciones y el clima del territorio del imperio. Los correos asirios solían viajar con dos mulas, con una doble finalidad: tener una mula de repuesto si la otra sufría algún percance y para alternar entre las monturas con el fin de mantenerlas frescas y hacer más rápido el trayecto.

### Jinetes de relevo
Los mensajes oficiales podían remitirse por correo, a cargo de una serie de jinetes de relevo, o por un enviado de confianza. El sistema de relevo (kalliu) era una innovación asiria y permitía una mayor velocidad de comunicación. En lugar de depender de un único enviado de confianza para recorrer toda la distancia, en el sistema de relevos cada jinete individual cubría sólo un trayecto de la ruta. El tramo terminaba en una posta donde el mensajero pasaba el correo a otro jinete con un nuevo par de mulas. Como los animales y los jinetes se cambiaban en cada parada sin esperar a que los anteriores descansaran, los correos se entregaban mucho más rápido. Los jinetes y sus mulas eran proporcionados por el ejército asirio.
A pesar de la rapidez del sistema de relevos, los mensajeros de confianza también se utilizaban cuando la velocidad de la comunicación no era vital y se trataba de mensajes muy delicados o que requerían contestación al instante. A veces se utilizaban ambos métodos simultáneamente, como en el caso de una carta conservada del entonces príncipe heredero Senaquerib a su padre Sargón II.

### Red de carreteras
El imperio neoasirio construyó un sistema de caminos que conectaba todas los territorios del imperio. Estas carreteras, llamadas hūl šarri (o harran šarri en el dialecto babilónico, "la carretera del rey"), podrían haber surgido de las rutas utilizadas para las campañas militares. Se ampliaron continuamente y su mayor expansión fue entre los reinados de Salmanasar III (858-824 a. C.) y de Tiglatpileser III (745-727 a. C.).

### Postas
Para apoyar el sistema de comunicaciónes los gobernadores del imperio mantenían una serie de postas en sus provincias a distancias regulares a lo largo de las rutas reales. En asirio se denominaban bēt mardēti ("casa de una etapa de la ruta"). En estas postas los jinetes pasaban sus mensajes a los nuevos jinetes con mulas frescas. Estaban situadas en el interior de poblaciones como en el caso de Nippur o en lugares remotos donde constituían asentamientos aislados. Las distancias entre postas eran de unos 35 a 40 km. proporcionando refugio y suministros a los jinetes y sus animales.
Estas postas serían comparables a los posteriores caravasares musulmanes. Sin embargo, a diferencia de los caravasares, las postas asirias eran de uso exclusivo del estado y no estaban permitias a particulares. No se ha identificado ni excavado ninguna posta y los historiadores sólo conocen sus descripciones a partir de los textos asirios.

### Autorización y autentificación
El uso del sistema postal imperial estaba restringido a los mensajes de ciertos altos funcionarios del Estado. La historiadora Karen Radner estimó que estaba al alcance de un grupo de unos 150 funcionarios que fueron llamados los "Grandes" de Asiria. Todos ellos tenían una copia del sello real asirio que estampaban en los mensajes para identificar su autoridad. El sello mostraba al rey asirio en combate con un león rampante y era reconocido en todo el imperio. Sólo los mensajes que llevaban este sello podían enviarse mediante el sistema estatal.

### Rapidez
Radner calculó que un mensaje enviado desde la provincia fronteriza occidental de Quwê (cerca de la actual Adana, Turquía) hasta el centro del imperio, una distancia de unos 700 km. tardaba menos de cinco días en llegar, a pesar de que se requería cruzar ríos como el Éufrates, el Tigris y muchos afluentes sin puentes. Esta velocidad de comunicación sin precedentes no fue superada en esta zona de Oriente Medio hasta la introducción del telégrafo en 1865.

## Conclusión
Las rapidez en las comunicaciones de larga distancia entre la corte imperial y las provincias fueron importantes para la cohesión del reino y uno de los factores que sustentaron el dominio del Imperio neoasirio en Oriente Medio. Mario Liverani dice que Asiria fue un "imperio de las comunicaciones", y Karen Radner opina que el sistema de comunicación imperial "bien puede constituir la contribución más importante de Asiria al arte del gobierno" y se convirtió en "una herramienta estándar en la administración de los imperios".
El sistema introducido por los asirios fue adoptado posteriormente por otros imperios. La red asiria preexistente fue ampliada considerablemente por el Imperio Persa. El uso de correos anónimos mediante relevos en lugar de un enviado de confianza que debía recorrer toda la distancia fue una innovación que introdujeron los asirios y que sigue siendo la base de los sistemas postales actuales.